# Уорд, Уильям, 3-й граф Дадли
Уильям Хамбл Эрик Уорд, 3-й граф Дадли (англ. William Ward, 3st Earl of Dudley; 30 января 1894 — 26 декабря 1969) — британский дворянин и консервативный политик. Он носил титул учтивости — виконт Эднам с 1894 по 1932 год.

## Ранняя жизнь
Родился 30 января 1894 года. Старший сын Уильяма Уорда, 2-го графа Дадли (1867—1932), и его жены Рэйчел (урождённой Герни), Среди его братьев и сестер был Джордж Уорд, 1-й виконт Уитли, леди Глэдис Хонор Уорд (жена майора Персиваля Каннингема Аллана Бриджмана) и леди Морвит Лилиан Уорд (жена Константина Эвелин Бенсон, внука Роберта Стейнера Холфорда).
Его бабушкой и дедушкой по отцовской линии были Уильям Уорд, 1-й граф Дадли (1817—1885), и Джорджина Элизабет Монкрейфф (третья дочь сэра Томаса Монкрейффа, 7-го баронета, и леди Луизы Хэй, старшей дочери Томаса Хей-Драммонда, 11-го графа Кинньюла). Его бабушкой и дедушкой по материнской линии были Чарльз Генри Герни и Элис Принсеп Герни (дочь Генри Тоби Принсепа из государственной службы Бенгалии). Его тетей по материнской линии была Лора, леди Трубридж.
Он получил образование в Итонском колледже и в колледже Крайст-чёрч.

## Карьера
Уорд унаследовал ряд промышленных предприятий в регионе Блэк-Кантри в Англии, в частности, сталелитейный завод Раунд-Оук и угольную шахту Баггеридж. В 1937 году он основал зоопарк Дадли на территории замка Дадли, когда-то резиденции баронов Дадли.

## Военная служба
Дадли был зачислен в Вустерширский йоменский полк в 1912 году. В 1914 году он был переведен в регулярный 10-й гусарский полк. В 1915 году он получил звание лейтенанта, закончил Первую мировую войну в звании капитана и был награждён Военным крестом.
После войны он вступил в Стаффордширский йоменский полк, став майором и получив Территориальный орден. В 1933 году он был назначен почётным полковником 51-й (Мидленд) средней бригады Королевской артиллерии.

## Политическая карьера
Дадли был членом парламента (член парламента) от Хорнси с 1921 по 1924 год и от Веднсбери с 1931 по 1932 год, а с 1922 по 1924 год был личным парламентским секретарем заместителя государственного секретаря Индии лорда Уинтертона. почетный пост верховного шерифа Вустершира в 1930 году.
В Палате лордов Дадли был известен тем, что выступал против Закона о сексуальных преступлениях 1967 года, который частично декриминализовал мужской гомосексуализм. Он постановил:
«Я терпеть не могу гомосексуалистов. Это самые отвратительные люди в мире… Тюрьма — слишком хорошее место для них; на самом деле, это место, куда многие из них любят ходить — по понятным причинам».
Активист по защите прав геев Питер Тэтчелл сказал: «Вклад графа Дадли в Палату лордов подводит итог уровню аргументов оппозиции [по законопроекту]».

## Личная жизнь
Граф Дадли был трижды женат. 8 марта 1919 года он женился первым браком на леди Розмари Миллисент Сазерленд-Левесон-Гоуэр (9 августа 1893 — 21 июля 1930), единственной выжившей дочери Кромарти Сазерленда-Левесон-Гоуэра, 4-го герцога Сазерленда. Она погибла в авиакатастрофе в 1930 году в возрасте 36 лет. Их детьми были:
- Уильям Уорд, 4-й граф Дадли (5 января 1920 — 16 ноября 2013), женившийся на Стелле Каркано-и-Морра, дочери дона Мигеля Анхеля Каркано, который был послом Аргентины в Великобритании. Они развелись в 1960 году, и он женился на шотландской актрисе и светской львице Морин Суонсон.
- Джон Джереми Уорд (7 мая 1922 — 9 декабря 1929), умерший в детстве.
- Достопочтенный Питер Алистер Уорд (8 февраля 1926 — 24 марта 2008), который женился на Клэр Леоноре Бэринг, внучке Гая Бэринга, в 1956 году. До развода у них было несколько детей, включая актрису и защитника окружающей среды Трейси Луизу Уорд и актрису Рэйчел Уорд.

25 февраля 1943 года он женился вторым браком на виконтессе (Фрэнсис) Лоре Лонг, урождённой Чартерис (10 августа 1915 — 19 февраля 1990), дочери Гая Лоуренса Чартерис и бывшей жене Уолтера Лонга, 2-го виконта Лонга. Брак был бездетным, и в 1954 году они развелись. Лаура вышла замуж за Майкла Темпла Кэнфилда в 1960 году, а после его смерти в 1969 году — за Джона Спенсера-Черчилля, 10-го герцога Мальборо, незадолго до его смерти. Вдовствующая герцогиня Мальборо умерла в 1990 году.
17 июля 1961 года лорд Дадли женился в третий раз на Грейс Марии (урождённой Колин) Радзивилл (11 января 1923 — 29 декабря 2016), дочери доктора Майкла Колина и Анны Тирони из Дубровника, Югославия. Грейс была бывшей женой князя Станислава Радзивилла (третья жена князя, Ли Радзивилл, ранее была замужем за Майклом Темплом Кэнфилдом, третьим мужем второй жены Уорда, Лоры) . Этот брак также был бездетным.
Дадли умер в декабре 1969 года в возрасте 75 лет, и ему наследовал его старший сын Уильям.
После его смерти его вдова прожила с американским редактором Робертом Бенджамином Сильверсом почти четыре десятилетия с 1975 года до своей смерти в 2016 году.

## Другие отношения
Говорят, что в 1923 году у него родилась дочь Джуди Монтегю от аристократки и светской львицы Венеции Стэнли, хотя законным отцом был её муж Эдвин Сэмюэл Монтегю . Она выросла, чтобы подружиться с принцессой Маргарет во время Второй мировой войны и выйти замуж за американского фотографа Милтона Генделя, с которым она создала художественный салон в Италии.
Райс-Дэвис утверждала, что граф был одним из клиентов кабаре-клуба Мюррея, где она работала танцовщицей, и что он сделал ей предложение, когда ей было 17 лет. «К 22 годам я могла бы стать вдовствующей герцогиней» она сказала.